# Midde Hamrin
Midde Hamrin, eigentlich Ingrid Marie-Louise Hamrin, nach Heirat Midde Senorski (* 19. April 1957 in Göteborg), ist eine ehemalige schwedische Langstreckenläuferin.
Vom 5000-Meter-Lauf bis zum Marathonlauf stellte sie viele Landesrekorde auf, von denen die im 10.000-Meter-Lauf (31:57,15, Helsinki, 19. August 1990), im Stundenlauf (16.860 m, Göteborg, 23. Oktober 1994), im 10-km- (32:16, Phoenix, Arizona, 3. März 1984) und 20-km-Straßenlauf (1:08:46, Chicago, 8. Juli 1984) sowie im Halbmarathon (1:10:46, Göteborg, 12. Mai 1984) im Jahr 2006 immer noch Bestand hatten.
Ihre Marathonbestzeit stellte sie 1986 beim 2:33:49 bei ihrem Gewinn des Marathons in Columbus, Ohio, danach gelangen ihr Siege beim Stockholm-Marathon (1990 und 1991) und beim Chicago-Marathon 1991.
Sie spielte in ihrer Jugend Basketball und wechselte erst bei einem Studienaufenthalt in den Vereinigten Staaten zum Langstreckenlauf. Als Stipendiatin an der Lamar University lernte sie den Leichtathletiktrainer Andy Senorski kennen, den sie heiratete und mit dem sie nach Schweden zurückkehrte.